# Корнево (Калининградская область)
Ко́рнево (до 1946 года — Ци́нтен, нем. Zinten) — посёлок в Багратионовском районе Калининградской области России. До войны имел статус города. Расположен в нескольких километрах от государственной границы с Польшей. Посёлок стоит на небольшой реке Корневке.

## География
Посёлок Корнево расположен на реке Корневке, по прямой в 21 км к западо-северо-западу от районного центра, города Багратионовска, в 25 км к югу от южных окраин застройки областного центра, города Калининграда. К югу находился Квишен, ныне урочище.
Примерно в 4 км к югу от населённого пункта проходит государственная российско-польская граница.

## История
Цинтен был основан в 1315 году. В 1520 году, во время войны Тевтонского ордена с Польшей, Цинтен был разорён противниками Ордена.
Кирха Святых Николауса и Барбары выстроена в камне в 1315  году, реконструировалась позднее.
В 1930 году была построена железная дорога из Прейсиш-Эйлау (ныне Багратионовск) в Хайлигенбайль (ныне Мамоново), проходившая через Цинтен. Таким образом Цинтен стал важным железнодорожным узлом: здесь сходились четыре направления: на Прейсиш-Эйлау, на Хайлигенбайль, на Коббельбуде (ныне — Светлое) и дорога на юг (на территорию нынешней Польши). Станция Цинтен имела собственное паровозное депо. После войны все эти линии были разобраны.
Во время Восточно-прусской операции Великой Отечественной войны в Цинтене располагался немецкий опорный пункт. В 1945 году здесь шли ожесточённые бои.
Входит в 2008—2016 годах состав Пограничного сельского поселения.

## Население
| 2002 | 2010  |
| ---- | ----- |
| 1870 | ↗1912 |

## Герб
До войны у Цинтена был свой герб: в лазоревом поле выходящие из серебряной мурованной с зубцами оконечности две скрещенные наклоненные серебряные башни с червлеными шатровыми крышами. Между башнями золотая смотрящая прямо голова быка.

## Достопримечательности

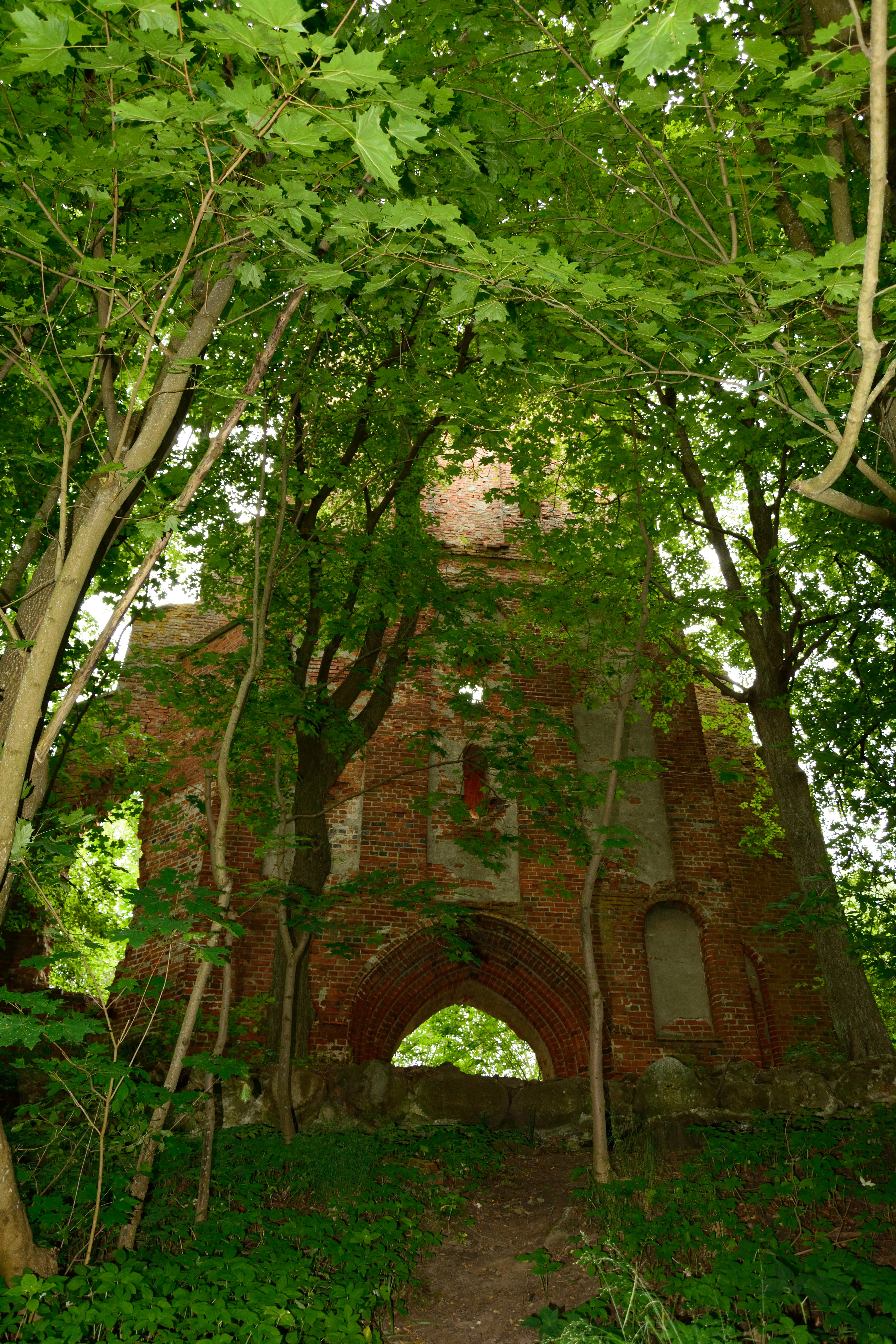
Руины кирхи Святых Николауса и Барбары

Город сильно пострадал во время войны, здесь сохранилось мало памятников истории. Об основании поселения в 1315 году напоминает камень с памятной доской.
Сохранились руины кирхи XIV века. Кирха сильно пострадала в ходе боев 1945 года, активно растаскивалась на кирпичи. Руины кирхи были взорваны в 1980-е. К настоящему моменту сохранилась только колокольня.
В посёлке и окрестностях остались следы железной дороги. В Корнево до 2002 года существовало здание бывшего паровозного депо. Сохранился также железнодорожный путепровод через автодорогу.
Кроме остатков железной дороги, в Корнево есть и другой памятник промышленной архитектуры — мельница конца XIX века на реке Корневке.

## Картографические источники
- Калининградская область. Общегеографическая карта. 1:200 000. Федеральная служба геодезии и картографии, Москва 1995.